# Флотметанол

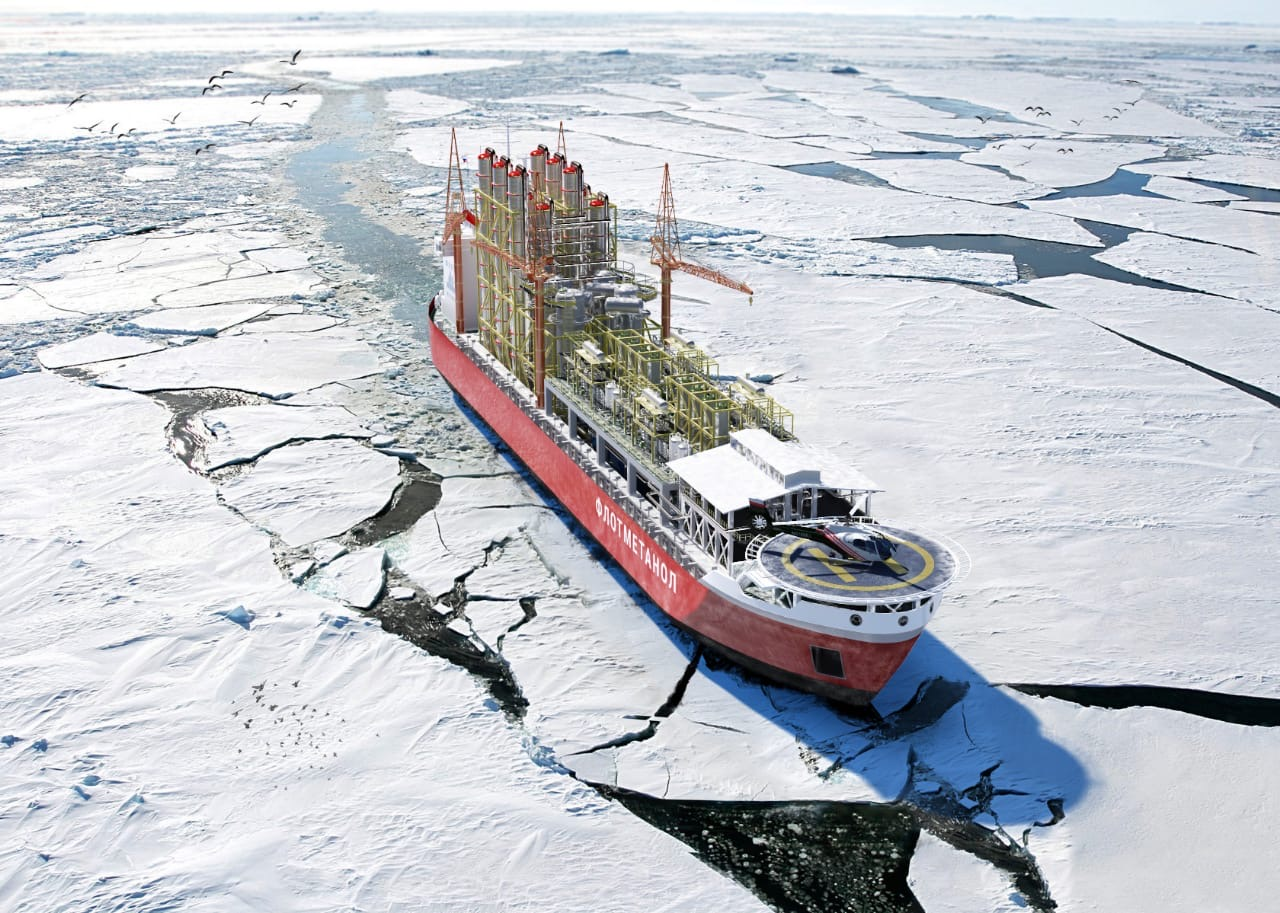
Судно «Флотметанол»

ООО «ФлотМетанол» — российская компания, осуществляющая проект по производству метанола из природного газа на плавучих установках в Арктике.
Компания была зарегистрирована в декабре 2018 года. В марте 2020 года она получила патент на устройство для получения метанола высокой концентрации. Компания планирует использовать несколько судов с такими установками. По планам компании, они должны давать не менее 10 млн тонн метанола в год, перерабатывая для этого 15 млрд куб. метров природного газа. 
Пилотным проектом плавучего метанольного завода стало судно «Флотметанол», переоборудованное из речного сухогруза «Капитан Галашин», построенного в 1983 году. Переоборудование осуществила Архангельская ремонтно-эксплуатационная база, расположенная в затоне Исакогорка на Северной Двине. В сентябре 2020 года судно было отбуксировано к берегу Тазовской губы Карского моря и встало возле села Газ-Сале Тазовского района Ямало-Ненецкого автономного округа.
Сырьем для производства метанола является газ, добываемый на Тазовском нефтегазоконденсатном месторождении, которое разрабатывает «Газпром нефть». Производство метанола должно обеспечивать потребности газодобывающих предприятий, работающих в ЯНАО (метанол необходим для борьбы с образованием гидратов). Доставка метанола должна осуществляться автотранспортом. Установка может обеспечить производство 10 тыс. т метанола в год. 